# Riola Sardo
Riola Sardo település Olaszországban, Szardínia régióban, Oristano megyében. Lakosainak száma 2037 fő (2023. január 1.). Riola Sardo Baratili San Pietro, Cabras, Narbolia, Nurachi és San Vero Milis községekkel határos.

## Népesség
A település lakossága az elmúlt években az alábbi módon változott:
| Lakosok száma | 2152 | 2143 | 2037 |
|               | 2017 | 2018 | 2023 |